# Sorex tenellus
Espèce
Statut CITES
Statut de conservation UICN

 LC  : Préoccupation mineure

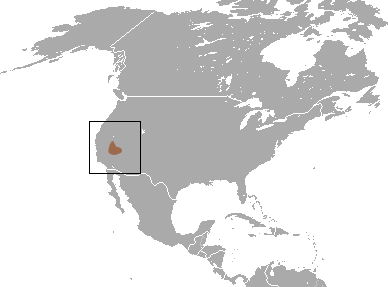
Répartition du sorex tenellus

Le Sorex tenellus est une espèce de sorex de la famille des soricidae. Le Sorex tenellus peut être trouvé uniquement aux États-Unis dans les États de Californie et du Nevada.